# Apozol
Apozol är en ort i Mexiko.   Den ligger i kommunen Apozol och delstaten Zacatecas, i den centrala delen av landet, 500 km nordväst om huvudstaden Mexico City. Apozol ligger 1 272 meter över havet och antalet invånare är 2 933.
Terrängen runt Apozol är huvudsakligen kuperad, men den allra närmaste omgivningen är platt. Apozol ligger nere i en dal. Runt Apozol är det ganska glesbefolkat, med 25 invånare per kvadratkilometer. Närmaste större samhälle är Juchipila, 7,3 km söder om Apozol. I omgivningarna runt Apozol växer huvudsakligen savannskog.